# Alive and Transported
Alive and Transported é um álbum gravado ao vivo pelo cantor Toby McKeehan, lançado a 27 de Maio de 2008.
O disco atingiu o nº 112 da Billboard 200 e o nº 4 do Top Christian Albums.
| Críticas profissionais                                                      | Críticas profissionais |
| Avaliações da crítica                                                       | Avaliações da crítica  |
| Fonte                                                                       | Avaliação              |
| --------------------------------------------------------------------------- | ---------------------- |
| Christian Music Review                                                      | [ 2 ]                  |
| Jesus Freak Hideout                                                         | [ 3 ]                  |
| Allmusic                                                                    | [ 4 ]                  |
| Esta tabela precisa de ser acompanhada por texto em prosa. Consulte o guia. |                        |

## Faixas
1. "Intro" - 0:50
2. "Ignition" - 3:26
3. "Catchfire (Whoopsi-Daisy)" - 3:07
4. "Boomin'" - 3:36
5. "No Ordinary Love" - 2:26
6. "J Train" - 4:40
7. "Gone" - 3:23
8. "Irene" - 4:03
9. "I'm for You" - 3:57
10. "In the Light" (Cover de dc Talk)- 1:57
11. "Yours" - 3:54
12. "The Slam" - 4:47
13. "Love Is in the House" - 2:52
14. "Atmosphere" - 2:18
15. "Lose My Soul" - 4:47
16. "Diverse City" - 3:17
17. "Made to Love" - 4:10
18. "Burn for You" - 4:32
19. "Jesus Freak" - 3:40
20. "Extreme Days" - 3:37